# فرانک مارتن
فرانک مارتن (به فرانسه: Frank Martin) آهنگساز سوئیسی در ۱۵ سپتامبر ۱۸۹۰ در ژنو به دنیا آمد و در ۲۱ نوامبر ۱۹۷۴ در ناردن، هلند در گذشت.
فرانک مارتن به ویژه در آثار پس از ۱۹۳۲ سبکی که از موسیقی دوازده نتی آرنولد شونبرگ الهام گرفته بود را گسترش داد با این حال
او هرگز روش تونال را بکل رها نکرد.

## برخی از آثار
- رکوئیم
- دو کنسرتو پیانو
- شش بالاد برای شش ساز گوناگون
- کنسرتوهایی برای کلاوسن، ویلن و ویلنسل
- کنسرتو برای هفت ساز بادی، تیمپانی و سازهای زهی

## شنیدن آثار
- یوتیوب